# Hosťovce (Zlaté Moravce)
Hosťovce es un municipio del distrito de Zlaté Moravce en la región de Nitra, Eslovaquia, con una población estimada a final del año 2024 de 719 habitantes.
Se encuentra ubicado al noreste de la región, a unos 120 km al este de Bratislava, cerca de la frontera con las regiones de Banská Bystrica y Trenčín.

## Demografía
| Año        | 1994 | 2004    | 2014    | 2024    |
| ---------- | ---- | ------- | ------- | ------- |
| Población  | 758  | 759     | 757     | 719     |
| Diferencia |      | +0,13 % | −0,26 % | −5,01 % |

| Año        | 2023 | 2024    |
| ---------- | ---- | ------- |
| Población  | 733  | 719     |
| Diferencia |      | −1,90 % |